# Dem Rădulescu
Dem Rădulescu (născut Dumitru R. Rădulescu; n. 21 septembrie 1931, Râmnicu Vâlcea, Vâlcea, România – d. 17 septembrie 2000, București, România), a fost un actor de comedie român de teatru, film și televiziune, profesor la Universitatea Națională de Artă Teatrală și Cinematografică „I. L. Caragiale” din București.

## Biografie
S-a născut în 1931 la Râmnicu Vâlcea într-o familie de negustori. Dem Rădulescu povestea într-o emisiune transmisă de TVR că „eram trei frați, eu eram cel mai mic. Era o atmosferă plăcută în familie. Tata era negustor, un individ plin de umor. Avea el o vorbă: „Să nu sari când sună la ușă !”. Adică să-ți vezi de treaba ta în viață. Cât despre mama… Chiar nu știu ce să zic. Mama e un lucru sfânt, e legătura cu viața“. După terminarea liceului „Lahovari”(1950) din Râmnicu Vâlcea, „Bibanul” (poreclă primită în liceu) a trebuit să aleagă între sportul de performanță și actorie. Într-un interviu acordat Elisabetei Munteanu actorul povestea cum s-a ales cu porecla Bibanu'.
„Tata era negustor de peşte, în piaţa din Vâlcea şi într-o zi a venit acasă cu un exemplar deosebit. Fratele meu mai mare l-a dus repede la şcoală la ora de ştiinţe naturale. Profesoara, văzându-l, s-a adresat copiilor spunându-le: «Dragii mei, acesta este un biban». Denumirea peştelui s-a lipit ca timbrul de scrisoare de numele fratelui meu. Când am devenit şi eu elev, porecla era oficializată de puştime. După aia mi-au zis „Fratele lu Bibanu”, pe urmă porecla s-a prins de mine. Acolo am apărut pentru prima dată cu numele ăsta: Rădulescu-Bibanu. După ce am intrat la Teatru, m-am pomenit într-o zi că un student din anul III, vâlcean de-al meu, striga după mine ”Mă, Bibanule!”. Şi Bibanul am rămas. Nu m-a deranjat, nici nu am avut ce face, s-a impus dincolo de voinţa şi de puterile mele. Fireşte, ca orice poreclă, şi-a pierdut semnificaţia intrinsecă.”—Dem Rădulescu, interviu
În tinerețe, Dem Rădulescu a fost boxer de performanță, la categoria semi-mijlocie, obținând chiar o stea de aur, la un campionat de amatori organizat la Râmnicu Vâlcea, acesta dorindu-și să scrie istorie în lumea acestui sport „În viață eu am fost cel care a lovit primul, nu am așteptat niciodată lovitura. Curajul la box ține de cele câteva secunde de dinaintea intrării în ring”. Sala de box a fost locul în care s-a călit și tot în  sala de box și-a făcut debutul în actorie, ca actor amator, la un bal organizat de fanfara gării, la vârsta de 17 ani „N-am recitat până la 17 ani, n-am ieșit, nu mă punea nimeni. Eram timidul clasei. Prima poezie recitată a fost un cuplet al lui Tănase. L-am spus la o reuniune în sala de box”. Marea pasiunea a lui Dem a fost boxul, nu teatrul, acesta ajungând actor dintr-o admirație subită pentru lumea scenei.
„E ceva cu total și cu total inexplicabil cum am ajuns eu actor. N-am spus o poezie până pe la 16 ani. Nici măcar la școala primară nu mi s-a dat să spun o poezie. N-am văzut spectacole de teatru... abia în 1943 am văzut primul spectacol „Gioconda iubește”. Cu Maria Tănase. A fost un miracol ! Casa noastră de la Râmnicu Vâlcea era lângă gară. Actorii veneau cu „vagonul” și eu nu mă dezlipeam de lângă vagon, de dimineața de la ora nouă, când se sculau, se spălau și se duceau la cumpărături sau să mănânce, sau veneau pe malul Oltului, că Oltul e foarte aproape de gară, acolo - să facă baie. Și Tănase, și balerinele... Pe Tănase l-am văzut o singură dată...Deci așa a fost: am simțit o atracție fantastică pentru scenă...”—Dem Rădulescu, interviu
În timpul liceului, Dem Rădulescu a jucat tot mai des pe scenele din Râmnicu Vâlcea, folosindu-și talentul comic într-o serie de cuplete inspirate din repertoriul lui Constantin Tănase „Pe la 17 ani am început să joc și eu, la liceu, cu băieții. Am scris și un fel de Reviste, am și apărut în ele, spuneam cuplete și lucruri cu haz de Tănase...”. La una dintre aceste reprezentații a fost urmărit de actorul Aurel Rogalski, care l-a sfătuit pe tânărul actor să dea examen la Teatru. În 1954 a absolvit Institutul de Artă Teatrală și Cinematografică, clasa profesor Irina Răchițeanu - Șirianu, cu un rol în spectacolul Cei din urmă de Maxim Gorki, jucând alături de profesoara de la clasă, Irina Răchițeanu-Șirianu, despre care acesta povestea că „Era o excelentă profesoară, un exemplu prin felul în care interpreta, vorbea, se mișca, explica direct, fără prea multă literatură. Te obliga să gândești eficient, teatral. Un om extraordinar, o doamnă distinsă, cultă, o prezență armonioasă și completă pe scenă, o recitatoare desăvârșită. M-a ajutat enorm și m-a apreciat în mod deosebit”. Pe toată perioada studenției a fost bursier.
„Am plecat din Vâlcea, am venit la București, la Institut. Câștigasem atunci un concurs, aveam o insignă sportivă pe piept și m-a întrebat Storin ce e...Storin era în Comisia de examinare. Am intrat al 33-lea din 90. Stăteam la cămin. În primul an am aflat că cine ia bursă republicană primește 250 de lei pe lună. Și am luat-o. Am luat-o toți anii. Și absolvind ca şef de promoţie am fost repartizat la Naţional unde era director Zaharia Stancu. Totdeauna am fost de părere că dacă faci un lucru, măcar să-l faci bine.”—Dem Rădulescu, interviu
După absolvirea Institutului, a debutat pe scena Teatrului Național din București, în 1954, cu Smirnov din Ursul de A.P. Cehov, regia Martian A. Pop, Irina Răchițeanu - Șirianu. La Teatrul Național, Dem Rădulescu a ajuns sub coordonarea marelui regizor Sică Alexandrescu, despre care actorul afirma că „a fost al doilea tată al meu. El m-a construit”. În cinematografie a debutat în 1959, în pelicula Secretul cifrului de Lucian Bratu.
În 1956, a câștigat premiul I pentru interpretare cu piesa Steaguri pe turnuri (îl interpreta pe „banditul” Rijikov), la un concurs pentru tineri actori. A fost remarcat de Sică Alexandrescu; practic acesta a fost debutul carierei sale. Tot din 1956, Dem Rădulescu a devenit profesor de actorie la Facultatea de Teatru, din cadrul IATC, secția actorie, rol pe care l-a deținut până la finalul vieții sale, unde a îndrumat și format generații de actori, foștii săi studenți mărturisind că orele cu Dem Rădulescu erau fabuloase și că plecau de la curs cu foarte multe informații noi.
A fost prieten cu Ion Cojar și Liviu Ciulei; cu ultimul a colaborat pentru Farfuridi din „O scrisoare pierdută”, unde a avut colegi de excepție: Victor Rebengiuc, Mariana Mihuț, Petre Gheorghiu, Ștefan Bănică, Mircea Diaconu, Octavian Cotescu, Aurel Cioranu și Fory Etterle. Liviu Ciulei l-a numit „un actor de geniu”.
A fost căsătorit cu Paula Rădulescu⁠(d) - actriță și balerină la Teatrul de Revistă Constantin Tănase, de care mai apoi a divorțat. Ulterior, s-a căsătorit cu actrița Adriana Șchiopu, fosta sa studentă de la I.A.T.C., cu care are o fiică născută la 14 octombrie 1986, Irina Rădulescu, aceasta călcând pe urmele părinților săi, fiind actriță la Teatrul Mic din 2008.
Dem Rădulescu s-a stins din viață la București în urma unui infarct, la 10 septembrie 2000. Este înmormântat la cimitirul Bellu.

## Premii și distincții
- Premiul I pentru interpretare, la un concurs pentru tineri actori, cu piesa Steaguri pe turnuri, unde l-a jucat pe „banditul” Rijikov (1956)

- Ordinul „Meritul Cultural” clasa a IV-a (6 noiembrie 1967) „pentru merite deosebite în domeniul artei dramatice”[8]

Dem Rădulescu a fost recompensat post-mortem cu titlul de cetățean de onoare al municipiului Râmnicu Vâlcea.
De Ziua Mondială a Teatrului din 2016, Dem Rădulescu a primit postum o stea pe Aleea Celebrităților din Piața Timpului (Cocor) și Placheta Orașului București, în semn de recunoaștere și prețuire pentru întreaga sa activitate în domeniul teatrului și filmului.

## Filmografie
- Secretul cifrului (1959)
- Telegrame (1960)
- Pe litoral mi-a rămas inima (1961)
- Celebrul 702 (1962)
- Vacanță la mare (1963) - salvamar
- La vârsta dragostei (1963)
- Un surîs în plină vară (1964) - Petrică
- Politică cu... delicatese (sm, 1964) - vânzătorul de delicatese
- Dragoste la zero grade (1964) - Spirea
- Serbările galante (1965)
- Gaudeamus igitur (1965)
- Neamul Șoimăreștilor (1965) - Lie
- La porțile pămîntului (1966)
- Șapte băieți și o ștrengăriță (1967) – colonelul von Schlering
- Șeful sectorului suflete (1967) - bărbatul care dorește să divorțeze
- Subteranul (1967)
- Corigența domnului profesor (1968)
- De trei ori București (segmentul „București”, 1968) - bărbatul cu velocipedul
- K.O. (1968) - maestrul Flintă
- Vin cicliștii (1968) - Mișu
- Antinevralgicul (1970) (TV)
- Brigada Diverse intră în acțiune (1970) - Gogu Steriade
- Brigada Diverse în alertă! (1971) - Gogu Steriade
- Frații (1971) - Popic
- B.D. la munte și la mare (1971) - Gogu Steriade
- Astă seară dansăm în familie (1972) - Temistocle
- Explozia (1972) - Neagu
- Veronica (1973) - motanul Dănilă
- Veronica se întoarce (1973) - motanul Dănilă
- Originea și evoluția vehiculelor (1973) (TV)
- Comedie fantastică (1975) - extraterestrul
- Premiera (1976) - regizorul Fanache Verzea
- Serenadă pentru etajul XII (1976)
- Primarul activ (1976) (TV)
- Bufetul "Mimoza" (1976) (TV)
- Tufă de Veneția (1977)
- Fair-play (1977)
- Războiul Independenței (Serial TV) (1977)
- Eu, tu, și... Ovidiu (1978) - inspectorul Ionescu
- Aurel Vlaicu (1978) - I. L. Caragiale
- Expresul de Buftea (1979)
- Brațele Afroditei (1979)
- Șapca și pălăria (1979) (TV)
- Șantaj (1981)
- Am o idee!... (1981)
- Maria Mirabela (1981) - voce
- Saltimbancii (1981) - Cezar Sidoli
- Destine romantice (1982) - muncitor oltean
- Grăbește-te încet (1982)
- Un saltimbanc la Polul Nord (1982) - Cezar Sidoli
- O scrisoare pierdută (spectacol TV, 1982) - Tache Farfuridi
- Sfântul Mitica Blajinu (1982) (TV) - Gheorghe Mitrofan
- Fram (serial TV, 1983) - Cezar Sidoli
- Bocet vesel (1984)
- Secretul lui Bachus (1984) - inspectorul Sterea
- Galax (1984) - profesorul
- Primăvara bobocilor (1987) - Toderaș
- O zi la București (1987)
- Cucoana Chirița (1987) - Grigorie Bârzoi
- Uimitoarele aventuri ale muschetarilor (1988) - cardinalul Michellieu (voce)
- Muzica e viața mea (1988) - Mișu
- Chirița în Iași (1988) - Grigorie Bârzoi
- Omul din Buzău (1988) (TV)
- Secretul armei... secrete! (1989) - Marele Sfetnic
- Harababura (1991)
- Milogul S.R.L. (1991) (TV)
- Milionar... la minut (1992)
- O invitație (1993) (TV)
- A doua cădere a Constantinopolului (1994)
- Dănilă Prepeleac (1996)
- Politică înaltă (1996) (TV)
- Atmosfera încărcată (1996)